# Општина Партеш
Општина Партеш је општина на Косову и Метохији, Република Србија. Формирана је по Закону о административним границама општина Скупштине Републике Косова, од 20. фебруара 2008. године. Обухвата насељена места и катастарске општине: Доња Будрига, Партеш и Пасјане. Избори за локални парламент требало је да се одрже 15. новембра 2009. године, али су одложени за 6 месеци. Ова је општина формирана по плану Мартија Ахтисарија за децентрализацију на Косову и Метохији и требало је да створи општину са српском етничком већином на подручју општине Гњилане. Влада Републике Србије не признаје ову општину по важећем Закону о територијалној организацији Републике Србије од 27. децембра 2007. године. Површина општине је 28,65 km².
Према званичним резултатима пописа из 2024. године, општина Партеш има 3.240 становника (3.221 Срба и 13 Албанаца).

## Демографија
| Површина насеља и број становника насеља општине Партеш. |            |       |       |       |       |       |       |       |       |
| Насеље                                                   | Површина у | 1948. | 1953. | 1961. | 1971. | 1981. | 1991. | 2011. | 2024. |
| Доња Будрига                                             | 531        | 617   | 689   | 801   | 983   | 1.018 | 1.178 | 335   | 838   |
| Партеш                                                   | 807        | 775   | 878   | 1.009 | 1.203 | 1.274 | 1.513 | 478   | 1.225 |
| Пасјане                                                  | 1.527      | 1.325 | 1.448 | 1.508 | 1.845 | 1.974 | 2.030 | 974   | 1.177 |
| Укупно                                                   | 2.865      | 2.717 | 3.015 | 3.318 | 4.031 | 4.266 | 4.721 | 1.787 | 3.240 |

### Попис по националној припадности
| Етнички састав према попису из 2024.‍ | Етнички састав према попису из 2024.‍ | Етнички састав према попису из 2024.‍ | Етнички састав према попису из 2024.‍ | Етнички састав према попису из 2024.‍ |
| ------------------------------------ | ------------------------------------ | ------------------------------------ | ------------------------------------ | ------------------------------------ |
|                                      |                                      |                                      |                                      |                                      |
| Срби                                 | Срби                                 |                                      | 3.221                                | 99,41%                               |
| Албанци                              | Албанци                              |                                      | 13                                   | 0,40%                                |
| Бошњаци                              | Бошњаци                              |                                      | 2                                    | 0,06%                                |
| Роми                                 | Роми                                 |                                      | 1                                    | 0,03%                                |
| остали                               | остали                               |                                      | 3                                    | 0,09%                                |
| укупно: 3.240                        |                                      |                                      |                                      |                                      |